# Spenderkind
Ein Spenderkind (engl. donor offspring / donor conceived person) ist eine Person, die durch eine Samenspende entstanden ist. Der Verein Spenderkinder schätzt, dass in Deutschland etwa 100.000 Spenderkinder leben, von denen lediglich 5–10 % von ihrer Entstehung wissen.
Medizinisch wird die Samenspende als donogene oder heterologe Insemination und allgemein als AID (artificial insemination by donor) bezeichnet. Diese Methode der künstlich assistierten Befruchtung gibt es in Deutschland seit Anfang des 20. Jahrhunderts; sie wurde ab ca. 1970 Gegenstand von gesellschaftlichen und juristischen Auseinandersetzungen. Gegenwärtig gibt es für die in diesem Bereich tätigen Ärzte eine Richtlinie der Bundesärztekammer und die Empfehlungen des Arbeitskreises für Donogene Insemination e.V., beide aus dem Jahr 2006.

## Recht auf Kenntnis der eigenen Abstammung
Früher wurde davon ausgegangen, dass es für das Kind besser sei, wenn es nicht davon in Kenntnis gesetzt wird, dass es durch eine Samenspende entstanden ist. Weiter ging man davon aus, dass das Wissen um die eigene Herkunft nicht wichtig sei. Heute basiert die Aufklärung und Beratung von Familien auf Erfahrungen und Studien und empfiehlt eine frühe Aufklärung. Das Recht auf Kenntnis der eigenen Abstammung, welches 1989 vom Bundesverfassungsgericht festgelegt und wie folgt begründet wurde, ist maßgeblich:

„Als Individualisierungsmerkmal gehört die Abstammung zur Persönlichkeit, und die Kenntnis der Herkunft bietet dem Einzelnen unabhängig vom Ausmaß wissenschaftlicher Ergebnisse wichtige Anknüpfungspunkte für das Verständnis und die Entfaltung der eigenen Individualität. Daher umfasst das Persönlichkeitsrecht auch die Kenntnis der eigenen Abstammung.“

Obwohl dieses Urteil deutlich aussagt, dass jeder Mensch bei Volljährigkeit seine genetischen Eltern erfahren darf, wurden Spenderdaten lange Zeit geheim gehalten oder vernichtet. 2006 empfahlen Bundesärztekammer und ADI (s. o.), die Identitätsdaten des Spenders 30 Jahre lang aufzubewahren. Seit 2007 schreibt das Gewebegesetz, mit dem Deutschland die EU-Richtlinie 2004/23/EG umsetzte, diese Frist verbindlich vor. Die Vereinbarungen zwischen Samenbank, Spendern, Ärzten und Eltern sind insofern nachrangig, Anonymität kann den Samenspendern nicht garantiert werden. Im Februar 2013 urteilte das Oberlandesgericht Hamm, dass das Recht auf Kenntnis der eigenen Abstammung im Rahmen der Abwägung höher als die Anonymität des Spenders bewertet werden könne.

## Problem der Partnerwahl
Spenderkinder haben ein ernsthaftes Problem bei Dating und Partnerwahl. In der Umgebung einer reproduktionsmedizinischen Einrichtung besteht die nicht geringe Wahrscheinlichkeit, dass in diesem Gebiet viele Halbgeschwister leben. Die Wahrscheinlichkeit einer biologischen Vaterschaft ist für einen Mann umso größer, je öfter er Sperma spendet. Mit einer eingefrorenen Probe kann bis zu fünf Frauen zur Schwangerschaft verholfen werden.
Ein Samenspender, der über Jahre wöchentlich aktiv ist, verursacht ein populationsgenetisches Problem. Die Geschwisterehe ist in vielen Kulturen verboten, und zwar nicht nur zwischen Bruder und Schwester, sondern auch zwischen Halbgeschwistern. Die Gefahr von Erbkrankheiten durch Bruder-Schwester-Inzest ist ein Thema der Humangenetik. Um solche Gefährdung zu vermeiden, ist es für Spenderkinder wichtig, von ihren Halbgeschwistern zu wissen. Insofern ist der Gesetzgeber gefordert, die Verwendung des Spermas eines Spenders und damit die Zahl der Halbgeschwister zu begrenzen.
Es wäre leichtfertig und irreführend, Samenspenden dem Blutspenden gleichzusetzen. Denn gespendetes Blut beeinflusst nicht die Vererbung.

## Organisationen
In Deutschland vertritt der Verein Spenderkinder die durch Samenspende gezeugten Personen. Er setzt sich medial und politisch für eine Verbesserung der rechtlichen Lage, Aufklärung und für eine Enttabuisierung ein. Der Verein setzt sich einheitlich aus deutschen Spenderkindern zwischen 18 und 45 Jahren zusammen und arbeitet ehrenamtlich.
Ebenso vertritt der Verein DI-Netz e.V. – als deutsche Vereinigung von Familien nach Samenspende – Kinder aus Samenspende gemeinsam mit ihren Eltern. Das Familien-Netzwerk setzt sich für die gesellschaftliche Akzeptanz der Familiengründung mit Samenspende ein, für die Aufklärung und das Recht der Kinder auf Kenntnis der Abstammung.

### Fachliteratur
- Tobias H. J.Fischer: Ethische Aspekte der Donogenen Insemination. Doktorarbeit in Medizinethik, Greifswald 2011, auch: Kassel university press 2012, ISBN 978-3-86219-316-5.
- Hans-Georg Koch: Fortpflanzungsmedizin im europäischen Rechtsvergleich. In: Aus Politik und Zeitgeschichte. (B 27/2001), S. 44–54.
- Alexander Lüderitz, Nina Dethloff: Familienrecht – ein Studienbuch. 28. Aufl., Beck, München.
- Wolfgang Oelsner, Gerd Lehmkuhl: Spenderkinder – Künstliche Befruchtung, Samenspende, Leihmutterschaft und die Folgen: Was Kinder fragen werden, was Eltern wissen sollten. Fischer & Gann, Februar 2016, ISBN 978-3-903072-16-9.
- Horst-HeinerRotax: Zum Recht des Kindes auf Information über seine leiblichen Eltern und zum Recht der Eltern auf Information über tatsächliche Mutter- bzw. Vaterschaft. In: Praxis der Kinderpsychologie und Kinderpsychiatrie. Vol. 56. 2007, Nr. 2, S. 148–171.
- Eva Maria K. Rütz: Heterologe Insemination – Die rechtliche Stellung des Samenspenders.
- Thorn, Petra: Die Geschichte unserer Familie – Ein Buch für Familien, die sich mit Hilfe der Spendersamenbehandlung gebildet haben. Mörfelden 2006, ISBN 3-9811410-0-8.
- Petra Thorn: Familiengründung mit Spendersamen, Ein Ratgeber zu psychosozialen und rechtlichen Fragen. September 2008, ISBN 978-3-17-020124-8.
- Petra Thorn: Männliche Unfruchtbarkeit und Kinderwunsch – Erfahrungen, Lebensgestaltung, Beratung (Rat & Hilfe). Kohlhammer, 1. Aufl. 2010, ISBN 3-17-021010-6.

### Romane
- Friedrich Ani: Das unsichtbare Herz. Deutscher Taschenbuch Verlag 2009, ISBN 3-423-62386-1. Ein Jugendbuch über drei Teenager, die durch eine Samenspende gezeugt wurden und sich in einem Chatroom kennenlernen.
- Arthur Kermalvezen: Ganz der Papa – Samenspender unbekannt. Patmos-Verlag 2009. Erfahrungsbericht eines französischen Spenderkindes, jetzt Mitte 20, der schon im Alter von drei Jahren von seinen Eltern erfuhr, dass er der Sohn eines anonymen Samenspenders ist. In Frankreich engagiert sich der Autor in der Association Procréation Médicalement Anonyme, einer Initiative von Spenderkindern.
- Katrin Stehle: Spenderkind. Gabriel-Verlag 2012, ISBN 3-522-30284-2. Roman für Jugendliche.
- Lars Holgersson: Jackpot – eine Heidelberger Romanze. Neobooks 2015, ISBN 978-3-7380-4140-8. Roman über die Suche zweier Spenderkinder nach ihren biologischen Vätern.

### Zeitschriften
- Dirk Naumann: Vereitelung des Rechts auf Kenntnis der eigenen Abstammung bei künstlicher Insemination. In: Zeitschrift für Rechtspolitik, Heft 4/1999, S. 142–144.
- Jane T. Schnitter: Let me explain: A story about donor insemination. Perspectives Press, Indianapolis 1995, ISBN 0-944934-12-9, GCVW+9J Berlin.

## Rundfunkberichte
- Thomas Gesterkamp: Samenspende – Familienglück aus dem Reagenzglas, in Deutschlandfunk – „Hintergrund“ vom 2. Februar 2014